# Hatice Kübra İlgün
Hatice Kübra İlgün, née le 1er janvier 1993 à Kars (Turquie), est une taekwondoïste turque, médaillée de bronze olympique aux Jeux de 2020.

## Carrière
Aux Championnats du monde 2017 à Muju, elle remporte la médaille d'argent en moins de 57 kg, battue en finale par la Sud-Coréenne Lee Ah-reum. Elle est la même année médaillée d'or à l'Universiade de Taipei. Elle est ensuite médaillée d'argent dans la même catégorie aux Championnats d'Europe 2018 à Kazan et aux Championnats d'Europe 2021 à Sofia.
En 2021, elle monte sur la troisième marche du podium des moins de 57 kg aux Jeux olympiques d'été de 2020 à Tokyo.
Lors des Championnats d'Europe 2022 à Manchester, elle remporte le titre européen  dans la catégorie des moins de 57 kg.
Aux Jeux méditerranéens de 2022 à Oran, elle remporte la médaille d'or dans la catégorie des moins de 57 kg.
Elle est médaillée de bronze dans la même catégorie aux Championnats du monde 2022 à Guadalajara ainsi qu'aux Championnats du monde 2023 à Bakou.
Elle est médaillée de bronze des moins de 57 kg aux Jeux européens de 2023.